# Museo Emilio Greco (Sabaudia)
Il Museo Emilio Greco di Sabaudia è il primo museo che sia stato dedicato al grande scultore italiano. Il museo è nato nel 1984 per donazione di circa 80 opere grafiche e scultoree da parte dello stesso artista, legato a Sabaudia in quanto luogo di riposo e di lavoro, ove è stato sepolto.
Il Museo Emilio Greco di Sabaudia è situato a piano terreno del palazzo comunale, esempio di architettura razionalista. Il museo dispone anche di uno spazio aggiuntivo in cui accoglie mostre temporanee, tra le quali si segnala quella del 2013 su Mario Schifano.

## Galleria d'immagini

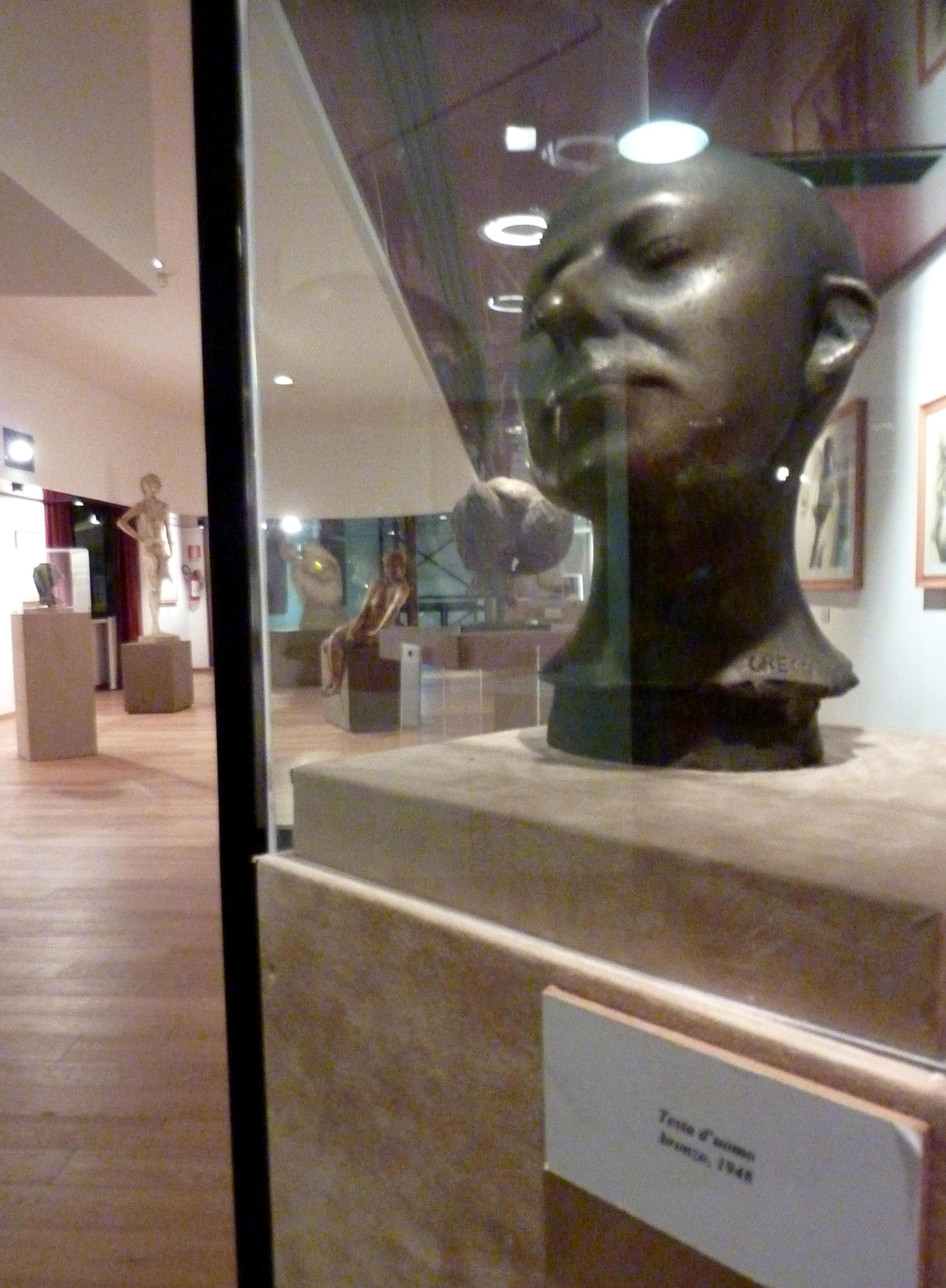
Testa d'uomo bronzo, 1948
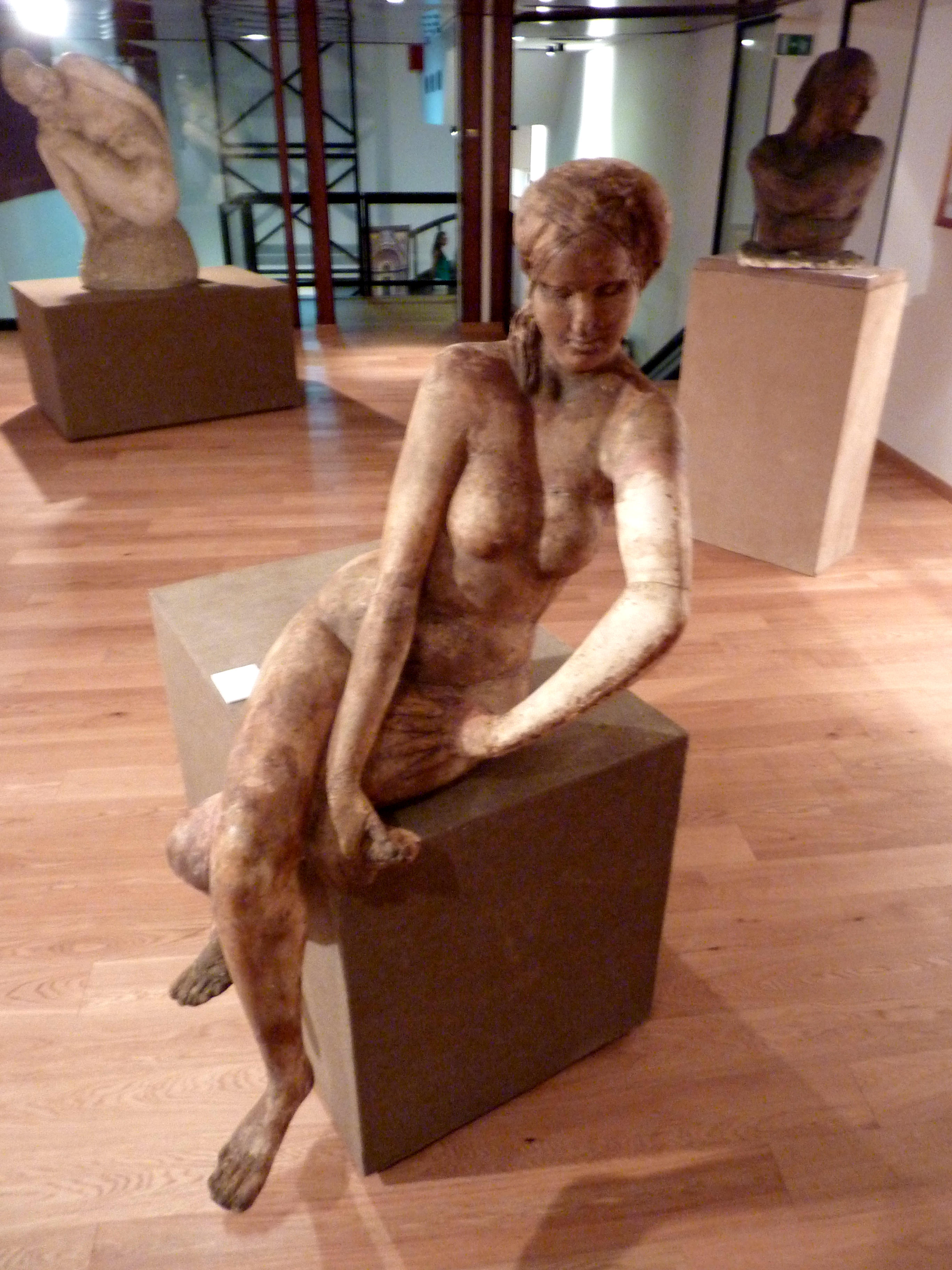
grande figura seduta n.2
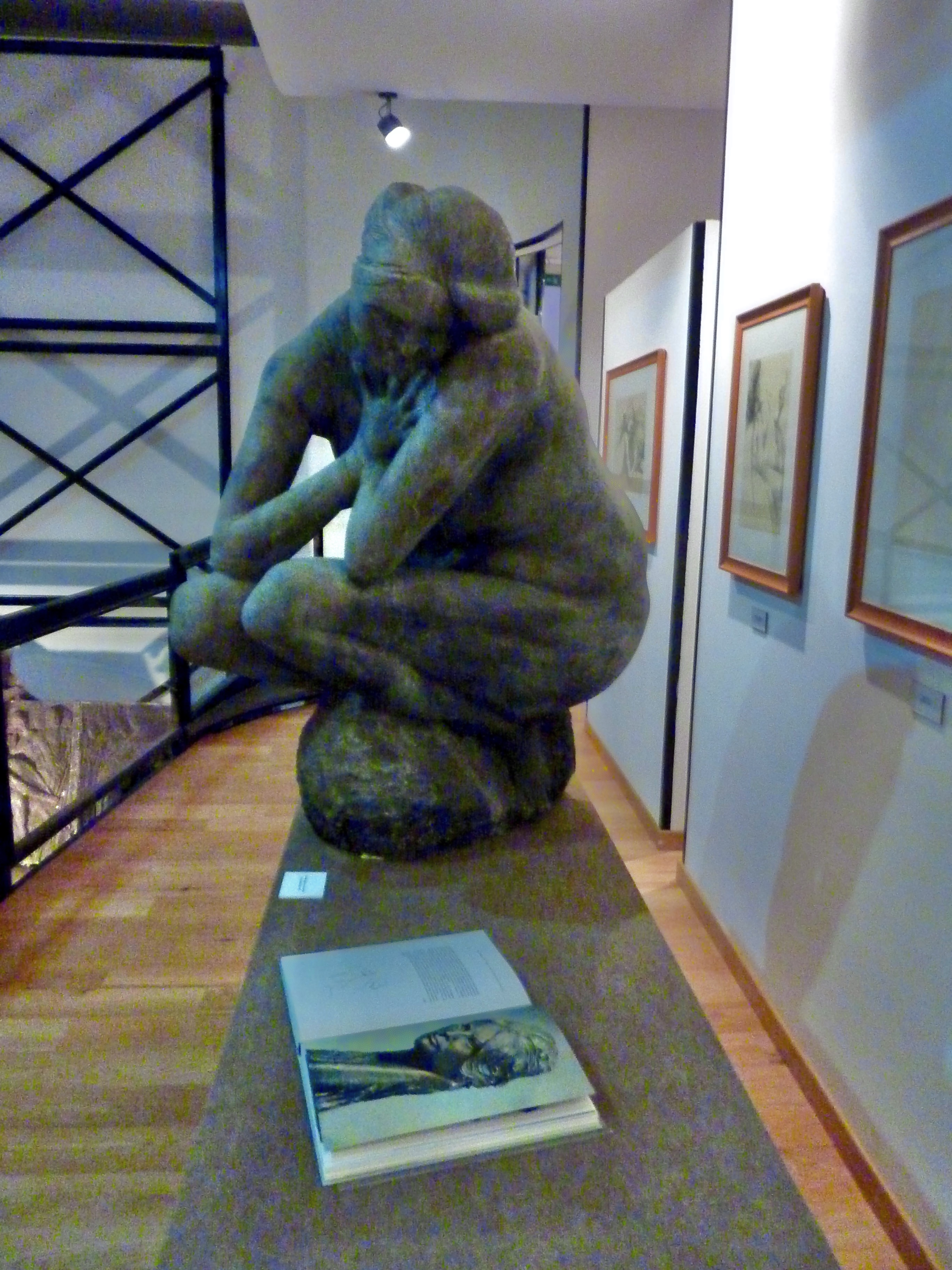
grande figura accoccolata n°1
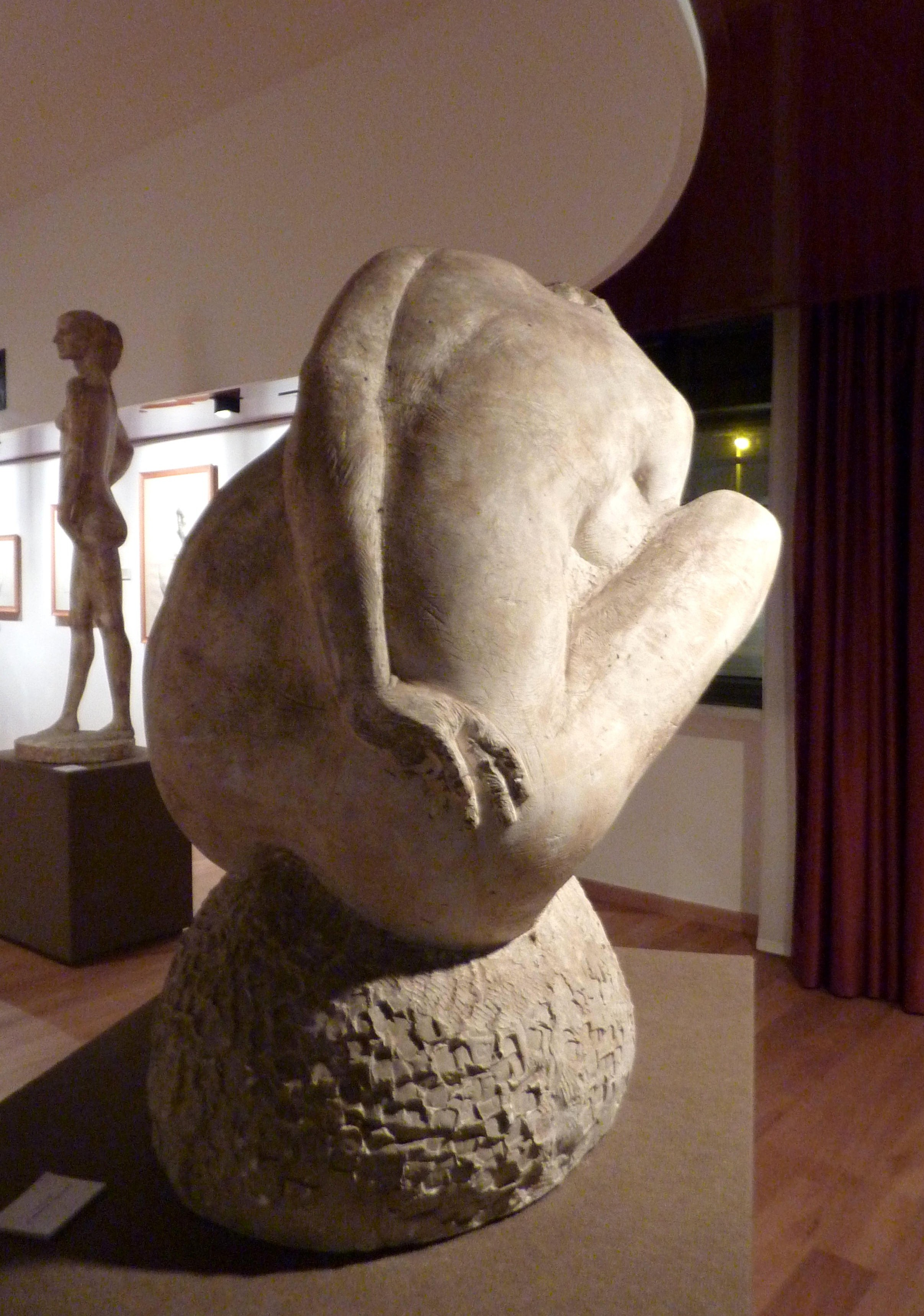
grande figura accoccolata n°4(Nereide)